# Romanești (okręg Vâlcea)
Romanești – wieś w Rumunii, w okręgu Vâlcea, w gminie Roșiile. W 2011 roku liczyła 733 mieszkańców.